# 小行星31605
小行星31605（31605 Braschi）是一颗绕太阳运转的小行星，为主小行星带小行星。该小行星于1999年4月10日发现。

## 轨道参数
小行星31605的轨道半长轴为2.6866346 UA，离心率为0.116。